# Cyrto-hypnum lepidoziaceum
Cyrto-hypnum lepidoziaceum är en bladmossart som först beskrevs av Kyuichi Sakurai, och fick sitt nu gällande namn av William Russell Buck och H. Crum 1990. Cyrto-hypnum lepidoziaceum ingår i släktet Cyrto-hypnum och familjen Thuidiaceae. Inga underarter finns listade i Catalogue of Life.